# Deuxième épître de Pierre
La deuxième épître de Pierre est un livre du Nouveau Testament. Elle est envoyée par « Simon Pierre, apôtre de Jésus-Christ » (1:1).

## Datation
Certains exégètes, qui tiennent une position traditionnelle, datent l'épître des années 60, en s'appuyant sur le texte-même et sur les témoignages de l'Église ancienne. L'auteur serait alors Pierre, éventuellement par l'intermédiaire d'un secrétaire,.
D'autres exégètes représentant la critique moderne considèrent en revanche qu'il s'agit de l'écrit le plus tardif du Nouveau Testament. Jacques Schlosser et Raymond Edward Brown, par exemple, proposent une datation autour de 130,.
Les raisons sont :
- le parallélisme entre les chapitres 2 et 3 de l'épître de Pierre et l'épître de Jude, car le texte est presque identique, la principale différence étant l'absence des citations des livres apocryphes de l'Ancien Testament, ce qui amène ces exégètes à dater la deuxième épître de Pierre après l'événement qu'ils considèrent comme le moment de fixation du canon juif de l'Ancien Testament à Jamnia ;
- le fait que les épîtres de Paul sont constituées en recueil et considérées comme Écriture sainte (2P 3, 15s), l'évocation de la disparition de la première génération chrétienne (2P 3, 2 et 3,4b).

Par ailleurs, Clément de Rome et Irénée de Lyon ne connaissent qu'une seule épître de Pierre.
En outre, selon la Traduction œcuménique de la Bible (TOB), la seconde lettre qui est citée pour la première fois par Origène (185-254) se retrouve dans une version égyptienne de textes néotestamentaires. La TOB précise en outre qu'il se rencontre une différence stylistique entre les deux épîtres de Pierre qui ont en commun 1000 mots contre 599 différents. Elle ajoute que, malgré le fait que l'auteur de la seconde lettre atteste avoir été présent à la transfiguration, les exégètes, pour des raisons liées à la différence d'eschatologie sous-jacente aux deux lettres, penchent pour une datation tardive, et pour un auteur de la seconde épître différent de Pierre l'auteur de la première.
Philippe Rolland indique que Martin Luther (et bien d'autres après lui) pensait que c'était Jude qui avait recopié Pierre et il a argumenté en la faveur de cette position exégétique. Il a également précisé qu'un exégète tchadien lui avait opposé qu'il est invraisemblable que l'auteur qui condamne vigoureusement le mensonge (2, Pierre 1, 16; 2, 3 et 2, 13) ait pu donner l'exemple de la tromperie en se faisant passer pour Pierre, et qu'il ait pu prétendre avoir été un témoin oculaire de la transfiguration. Il a ajouté que l'Église orthodoxe émet les plus extrêmes réserves sur ces opinions concernant ces points de vue exégétiques qui sont soutenus en particulier par la TOB, et pour cette raison n'a pas cru pouvoir recommander à ses fidèles l'usage de cette version œcuménique de la Bible. Il précise : « il existe par ailleurs de bons critiques protestants appartenant aux milieux évangéliques qui osent encore soutenir que la seconde épître de Pierre est bien écrite par Pierre, mais on les regarde avec un peu de commisération ».

## Résumé

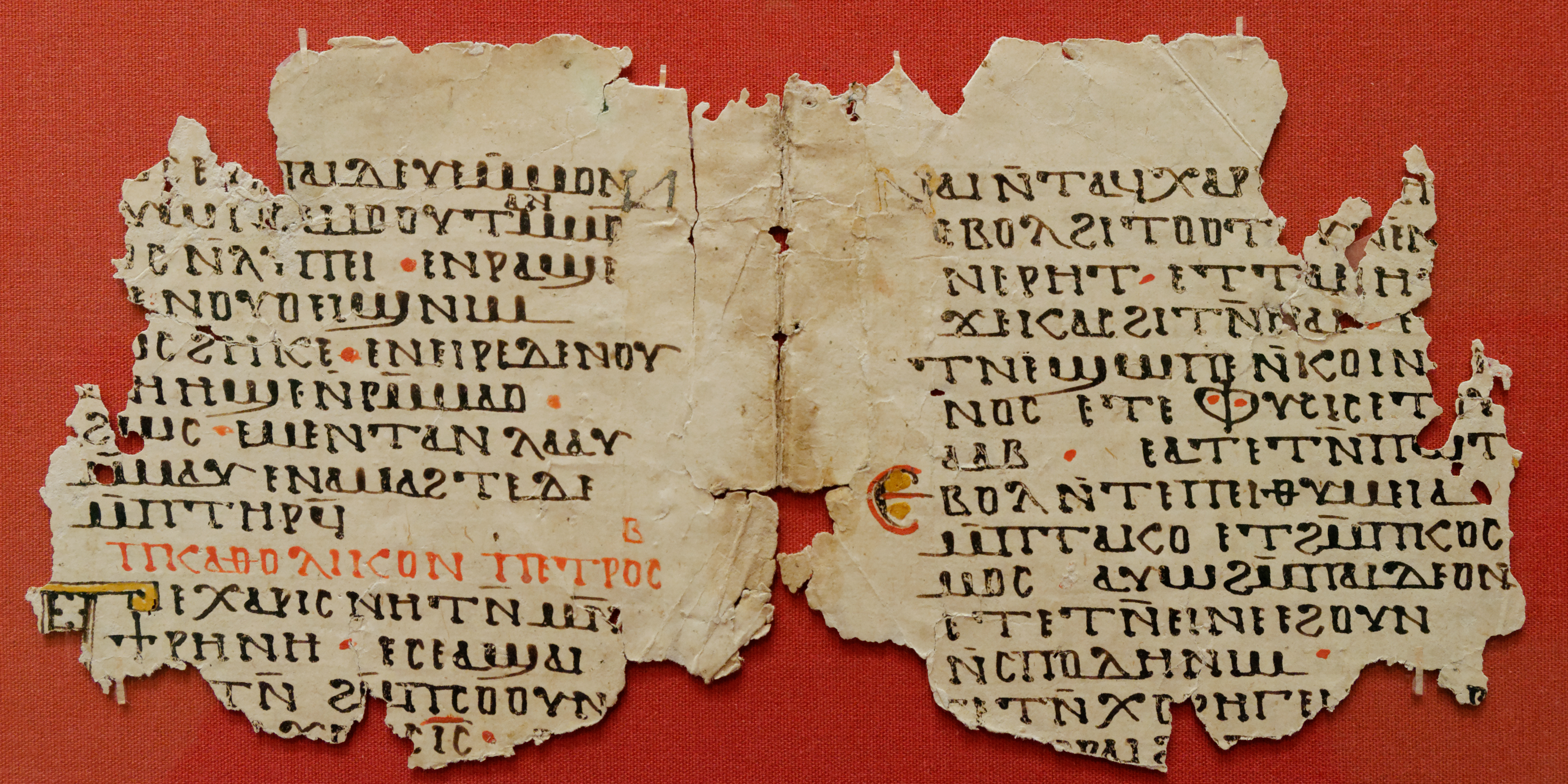
Codex liturgique copte contenant des passages de la deuxième épître de Pierre (VIIe siècle, musée du Louvre).

Le chapitre 1 traite de la libéralité de Dieu, du témoignage apostolique dont en particulier celui où l'auteur se présente comme un témoin oculaire de la transfiguration (1, 16-18), et de la parole prophétique, tout en exhortant les saints à affermir leur vocation. Le chapitre 2 met en garde contre les faux docteurs, tire les leçons du passé et parle du châtiment à venir. Enfin, le chapitre 3 évoque les derniers jours, les faux docteurs, et la seconde venue du Christ, puis se termine par un nouvel appel à la sainteté et par une doxologie.